# Nephtys
Nephtys (лат.) — род морских многощетинковых червей из семейства Nephtyidae.

## Внешний вид и строение
Полихеты с длинным и узким телом, резко суженным к передней части и несколько более узким в задней части, с четырехугольным поперечным сечением, без чешуи. Простатом снабжен одной парой периорбитальных усиков, одной парой очень коротких щупиков и одной парой боковых челюстей. Форма челюстей конусовидная, крючковидная. Мускулистый, цилиндрический, выдвижной зев снабжен 22 рядами сосочков, при этом число субтерминальных сосочков обычно колеблется от 5 до 7 и всегда менее 10. Проксимальная часть глотки гладкая или покрыта мелкими бородавками (бородавки). Затылочный орган округлый. Хорошо заметны параподии, состоящие из двух хорошо развитых ветвей со сложным строением предрассадочных и пострасселенных лопастей. Большинство опорных параподий снабжены шляпками, расположенными отдельно. Иголки передней и средней парападий имеют загнутые вершины. Все тизели не модифицированы. Лиретия может присутствовать, а может и отсутствовать. Интеррамальные циррусы, то есть растущие из вентральных частей нотоподий и входящие в пространства между нотоподиями и нейроподиями, выполняют функцию жабр и отогнуты наружу.

## Распространение и экология
Встречаются во всех океанах от тропических до полярных вод. Бентосные животные. Обитают на различной глубине, чаще всего на мелководье на илистом или песчаном грунте.

## Классификация
На сентябрь 2024 года в род включают 67 видов:
1. Nephtys acrochaeta Hartman, 1950
2. Nephtys assignis Hartman, 1950
3. Nephtys assimilis Örsted, 1843
4. Nephtys bangladeshi Hossain & Hutchings, 2016
5. Nephtys bilobatus Kudenov, 1975
6. Nephtys brachycephala Moore, 1903
7. Nephtys brevibranchis Hartmann-Schröder, 1959
8. Nephtys bruuni Kirkegaard, 1995
9. Nephtys bucera Ehlers, 1868
10. Nephtys caeca (Fabricius, 1780)
11. Nephtys caecoides Hartman, 1938
12. Nephtys californiensis Hartman, 1938
13. Nephtys capensis Day, 1953
14. Nephtys chemulpoensis Jung & Hong, 1997
15. Nephtys ciliata (Müller, 1788)
16. Nephtys cirrosa Ehlers, 1868
17. Nephtys cryptomma Harper, 1986
18. Nephtys cuvieri Quatrefages, 1866
19. Nephtys discors Ehlers, 1868
20. Nephtys dussumieri Quatrefages, 1866
21. Nephtys ectopa Chamberlin, 1919
22. Nephtys ferruginea Hartman, 1940
23. Nephtys fluviatilis Monro, 1937
24. Nephtys furcifera Hartmann-Schröder, 1959
25. Nephtys glabra Hartman, 1950
26. Nephtys glossophylla Schmarda, 1861
27. Nephtys gravieri Augener, 1913
28. Nephtys hombergii Savigny in Lamarck, 1818
29. Nephtys hudsonica Chamberlin, 1920
30. Nephtys hystricis McIntosh, 1900
31. Nephtys imbricata Grube, 1857
32. Nephtys impressa Baird, 1871
33. Nephtys incisa Malmgren, 1865
34. Nephtys inornata Rainer & Hutchings, 1977
35. Nephtys kersivalensis McIntosh, 1908
36. Nephtys longipes Stimpson, 1856
37. Nephtys longosetosa Örsted, 1842
38. Nephtys magellanica Augener, 1912
39. Nephtys mesobranchia Rainer & Hutchings, 1977
40. Nephtys monilibranchiata Rozbaczylo & Castilla, 1974
41. Nephtys monroi Hartman, 1950
42. Nephtys multicirrata Hartmann-Schröder, 1960
43. Nephtys neopolybranchia Imajima & Takeda, 1987
44. Nephtys oculata Hartmann-Schröder, 1959
45. Nephtys panamensis Monro, 1928
46. Nephtys paradoxa Malm, 1874
47. Nephtys pente Rainer, 1984
48. Nephtys phasuki Nateewathana & Hylleberg, 1986
49. Nephtys phyllocirra Ehlers, 1887
50. Nephtys picta Ehlers, 1868
51. Nephtys polybranchia Southern, 1921
52. Nephtys punctata Hartman, 1938
53. Nephtys quatrefagesi (Kinberg, 1866)
54. Nephtys rickettsi Hartman, 1938
55. Nephtys sachalinensis Alalykina & Dnestrovskaya, 2015
56. Nephtys schmitti Hartman, 1938
57. Nephtys semiverrucosa Rainer & Hutchings, 1977
58. Nephtys serrata Imajima & Takeda, 1987
59. Nephtys simoni Perkins, 1980
60. Nephtys singularis Hartman, 1950
61. Nephtys sinopensis Kuş, Kurt & Çinar, 2021
62. Nephtys spiribranchis Ehlers, 1918
63. Nephtys squamosa Ehlers, 1887
64. Nephtys sukumoensis Kitamori, 1960
65. Nephtys triangula Dixon-Bridges, Gladstone & Hutchings, 2014
66. Nephtys tulearensis Fauvel, 1919
67. Nephtys yuryi Dnestrovskaya, 2017